# Haflong
Haflong (o Haflang, Halflong) è una suddivisione dell'India, classificata come town committee, di 35.906 abitanti, capoluogo del distretto dei Monti Cachar Settentrionali, nello stato federato dell'Assam. In base al numero di abitanti la città rientra nella classe III (da 20.000 a 49.999 persone).

## Geografia fisica
La città è situata a 25° 10' 60 N e 93° 1' 60 E e ha un'altitudine di 512 m s.l.m..

## Società

### Evoluzione demografica
Al censimento del 2001 la popolazione di Haflong assommava a 35.906 persone, delle quali 19.651 maschi e 16.255 femmine. I bambini di età inferiore o uguale ai sei anni assommavano a 4.156, dei quali 2.093 maschi e 2.063 femmine. Infine, coloro che erano in grado di saper almeno leggere e scrivere erano 28.852, dei quali 16.717 maschi e 12.135 femmine.